# بنو هدل
بنو هدل إحدى القبائل اليهودية في يثرب، وذكرت في بعض المصادر باسم بنو يهدل أو بنو بهدل

## التسمية
قال السمهودي ((وإنما سمي هدلا بهدل كان في شفته)).

## نسبهم
روي عن محمد بن كعب القرظي بأنهم من ذرية هارون بن عمران، بينما روي ابن إسحاق عن عاصم بن عمر عن شيخ من بني قريظة ((بَنِي هَدْلٍ، لَيْسُوا مِنْ بَنِي قُرَيْظَةَ وَلَا النَّضِيرِ - نَسَبُهُمْ فَوْقَ ذَلِكَ، هُمْ بَنُو عَمِّ الْقَوْمِ)).
وأورد ابن النجار بأنهم أبناء الخزرج بن الصريح بن التومان بن السبط بن اليسع بن سعد بن لاوي بن خير بن النحام بن تنحوم بن عازر بن عذري بن هارون بن عمران عليه السلام

## الهجرة إلى يثرب
قال ابن خلدون «وظهر الروم على بني إسرائيل بالشام وقتلوهم وسبوا، فخرج بنو النضير وبنو قريظة وبنو يهدل هاربين إلى الحجاز وتبعهم الروم فهلكوا عطشا في المفازة بين الشام والحجاز. وسمّي الموضع ثمد الروم. ولما قدم هؤلاء الثلاثة المدينة نزلوا العالية فوجدوها وابية وارتادوا. ونزل بنو النضير مما يلي البهجان، وبنو قريظة وبنو يهدل على نهروز.».